# Lamego (Almacave e Sé)
Lamego (Almacave e Sé) é uma freguesia portuguesa do município de Lamego, com 20,20 km² de área e 12071 habitantes (censo de 2021). A sua densidade populacional é 597,6 hab./km².

## História
Foi constituída em 2013, no âmbito de uma reforma administrativa nacional, pela agregação das antigas freguesias de Almacave e Sé e tem a sede em Almacave

## Demografia
A população registada nos censos foi:
| Distribuição da População por Grupos Etários | Distribuição da População por Grupos Etários | Distribuição da População por Grupos Etários | Distribuição da População por Grupos Etários | Distribuição da População por Grupos Etários |
| -------------------------------------------- | -------------------------------------------- | -------------------------------------------- | -------------------------------------------- | -------------------------------------------- |
| Ano                                          | 0-14 Anos                                    | 15-24 Anos                                   | 25-64 Anos                                   | > 65 Anos                                    |
| 2001                                         | 1802                                         | 1622                                         | 5729                                         | 1730                                         |
| 2011                                         | 1857                                         | 1364                                         | 6866                                         | 2127                                         |
| 2021                                         | 1482                                         | 1305                                         | 6509                                         | 2775                                         |

À data da junção das freguesias, a população registada no censo anterior (2011) foi:
| Freguesia atual        | Freguesia atual  | Freguesia atual | Freguesias antigas | Freguesias antigas | Freguesias antigas |
| Freguesia              | População (2011) | Área (km²)      | Freguesia          | População (2011)   | Área (km²)         |
| ---------------------- | ---------------- | --------------- | ------------------ | ------------------ | ------------------ |
| Lamego (Almacave e Sé) | 12 214           | 20,20           | Almacave           | 8750               | 10,33              |
| Lamego (Almacave e Sé) | 12 214           | 20,20           | Sé                 | 3 464              | 9,87               |